# George Carter (rugbista)
George Carter (Auckland, 8 aprile 1854 – Auckland, 1º aprile 1922) è stato un rugbista a 15 neozelandese.